# Novalena attenuata
Novalena attenuata là một loài nhện trong họ Agelenidae.
Loài này thuộc chi Novalena. Novalena attenuata được Frederick Octavius Pickard-Cambridge miêu tả năm 1902.